# Borjúfóka
A borjúfóka (Phoca vitulina) a világ leggyakoribb fókafaja, amely a Föld északi féltekéjének partközeli vizeit népesíti be, és a fókafélék (Phocidae) családjába tartozik.

## Előfordulása
A borjúfóka mind az Atlanti-, mind a Csendes-óceán vizeiben előfordul. A partközeli, kevésbé sós vizeket kedveli, egyik alfaja egyenesen édesvízi életmódot folytat a Hudson-öbölbe ömlő folyókban az Ungava-félszigeten. Európa esetében Portugáliától Finnországig találkozhatunk vele, az Északi- és a Balti-tenger partjainál is gyakori.
Ázsia keleti partvidékén a Bering-szorostól a Koreai-félszigetig, illetve Japánban Hokkaidóig fordul elő. Észak-Amerika nyugati partjai mentén Alaszkától a Kaliforniai-öbölig találkozhatunk vele, keleten pedig Grönlandtól és a Baffin-szigettől egészen Észak-Karolináig fordul elő.

## Alfajai
- Nyugati atlanti borjúfóka (Phoca vitulina concolor) – DeKay, 1842
- Ungava fóka (P.v. mellonae) – Doutt, 1942
- Kelet-csendes-óceáni borjúfóka (Phoca vitulina richardii) – J. E. Gray, 1864
- Nyugat-csendes-óceáni borjúfóka (Phoca vitulina stejnegeri) – J. Allen, 1802
- Keleti atlanti borjúfóka (Phoca vitulina vitulina) – Linnaeus, 1758

## Megjelenése
A borjúfókák teste a többi valódi fókához hasonlóan hengeres, orsó alakú, áramvonalas, öt-öt, vakarózásra és küzdelemre használatos karomban végződő úszólábai kevéssé alkalmasak a szárazföldi közlekedésre. Vastag, de rövid bundájuk egész testüket borítja, színezete a világosszürkétől a barnán át a feketéig terjedhet, és változó mértékben sötét foltok borítják. A háti részen sűrűbb a mintázat.
Fókához képest szokatlan módon a nemek között még méretbeli eltérés is alig akad, bár a hímek némileg nagyobbak. A borjúfókák testtömege 50-170 kilogrammos, testhosszuk 120 centiméter és 2 méter között mozog.

## Életmódja

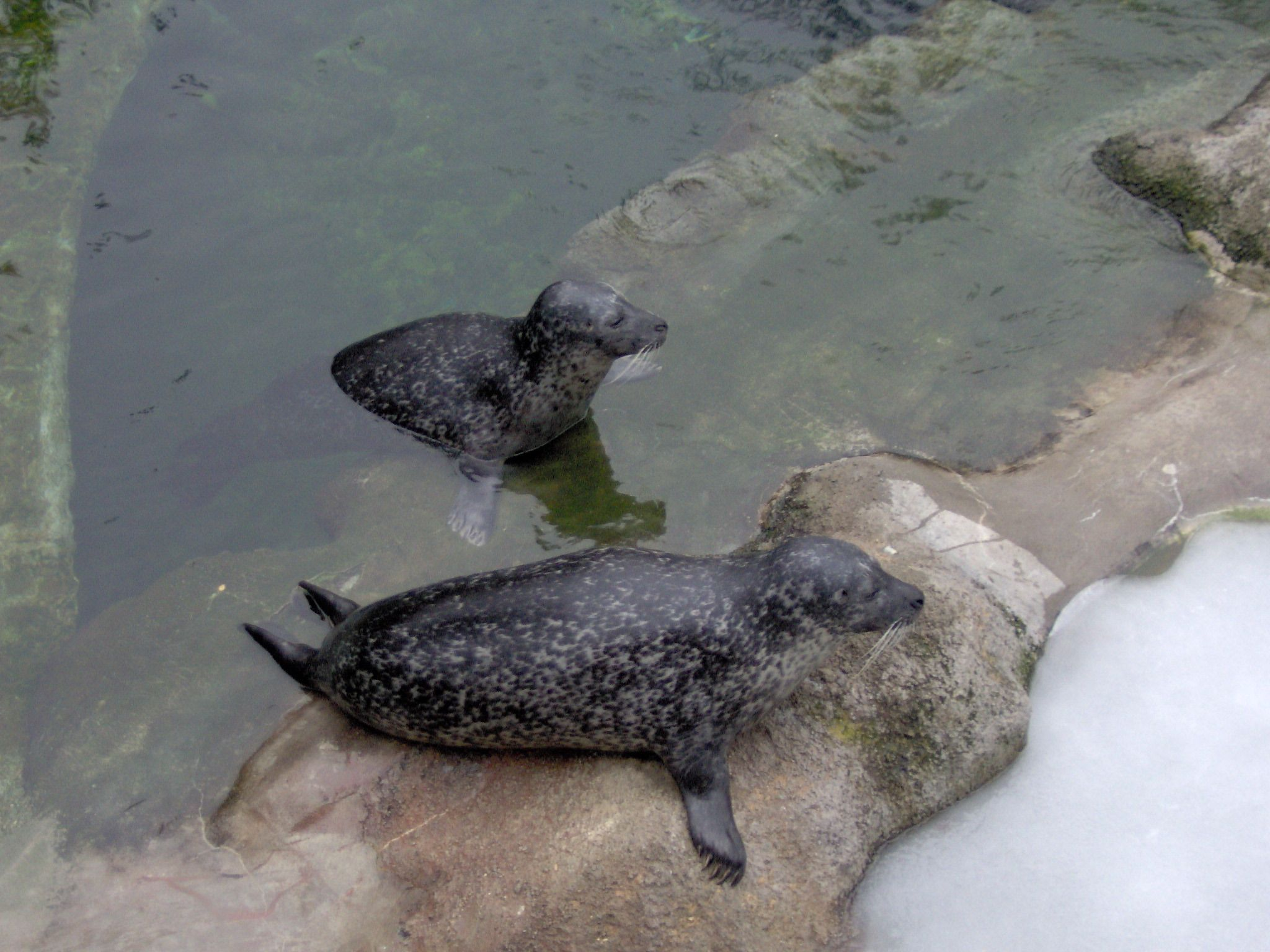
A faj két sötét alapszínű példánya a Fővárosi Állat- és Növénykertben

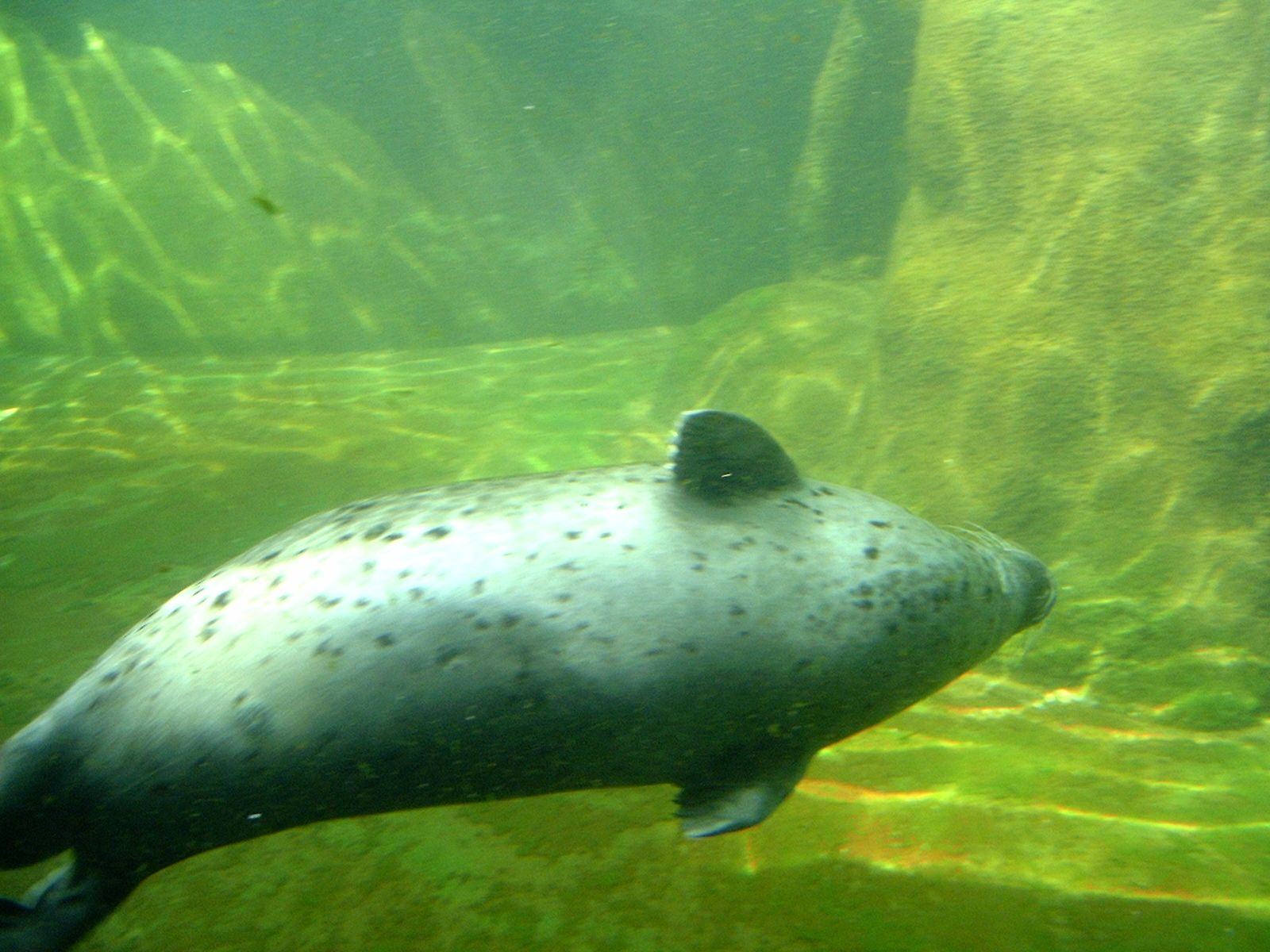
A szárazföldön esetlen, áramvonalas test a vízben gyors mozgást tesz lehetővé

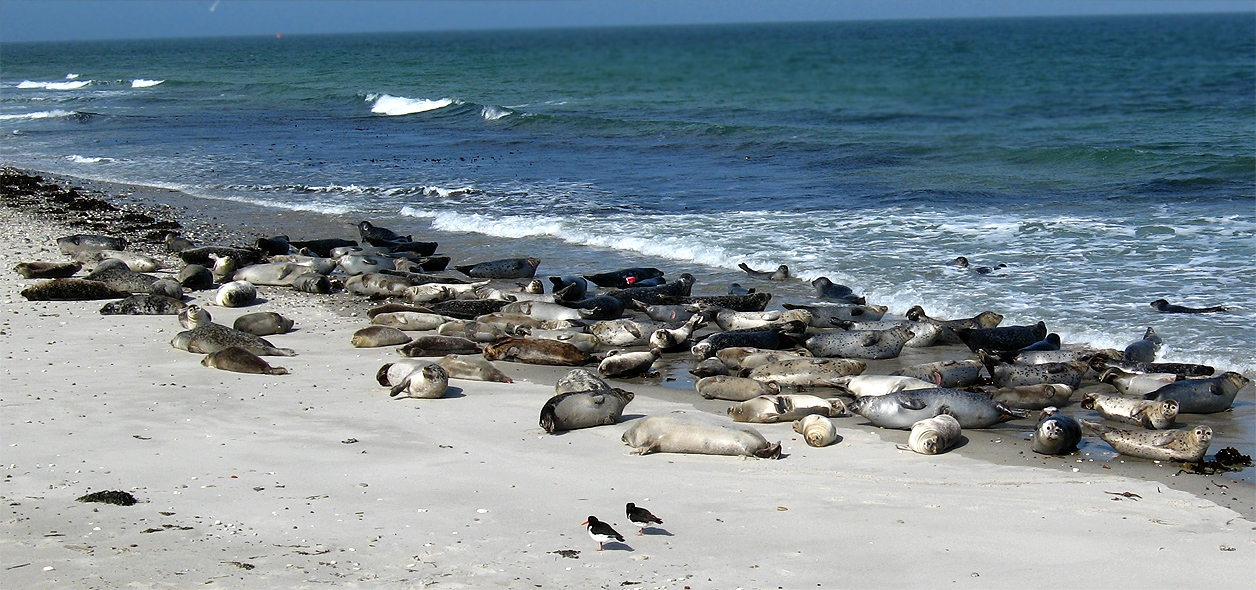
Borjúfóka-kolónia Helgoland fövenyén, Németországban

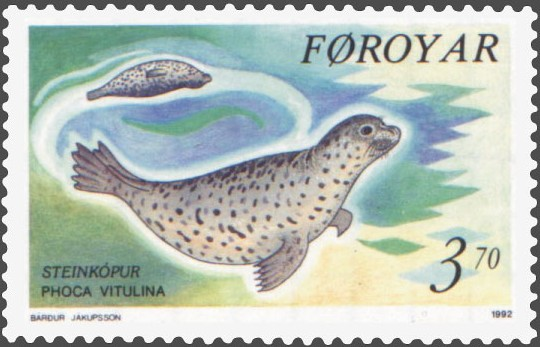
A faj egy feröeri bélyegen

Ragadozó lévén a nap nagy részét vadászattal tölti a vízben, táplálékát halak, rákok, kagylók és más puhatestűek alkotják. Felkutatásukban érzékeny bajsza segíti a fókát. Naponta 4,5–8,2 kilogrammnyi táplálékot fogyaszt el, amelyet rágás helyett darabokra tép, vagy egyben nyel le. A borjúfókák fogaikkal a kemény vázú zsákmányt is fel tudják törni.
A faj a párzási időszakán kívül magányos, ha jobb adottságú területen össze is gyűlik több példánya, kerüli az interakciót. Érintkezéskor agresszíven reagál, ilyenkor kerül sor hangadásra is. A parti pihenőhelyeken a fiatal egyedek a csoport szélén, az agresszív felnőttektől távol maradnak.

## Szaporodása
Az öt alfaj párzási időszaka más-más időpontra esik, de összességében késő tavasztól kora őszig kerül rá sor. Ilyenkor évről évre ugyanazokon a helyeken nagyobb kolóniák alakulnak ki – a legnagyobb, 2000 példányt számláló Kaliforniában – ahol a hímek territóriumot hasítanak ki maguknak. A területet hevesen védelmezik a betolakodókkal szemben, és igyekeznek a lehető legtöbb fókatehenet megtermékenyíteni. A párzást gurulásból, szaglászásból, játékos harapdálásból, „ölelgetésből” és üldözésből álló udvarlás előzi meg, majd az aktusra magára a vízben kerül sor.
A vemhesség 9-11 hónapig tart, utána rendszerint egy borjú jön világra. Az anyaállat minden évben ugyanarra a partszakaszra tér vissza elleni és párosodni. Hat héttel a borjú világrajöttét követően az anyafóka ugyanis fogékonnyá válik, így a kolóniába hamarosan megérkező bikák meg is termékenyíthetik.
Az ivarérettség elérése a faj esetében bizonyos testtömeghez kötődik: a nőstények 50 kilogrammosan (2-6 évesen), míg a hímek 75 kilogrammosan (3-7 éves korukban) válnak képessé a párzásra.

## Védettsége
A borjúfóka minden alfaja biztos jövő elé néz. Az Amerikai Egyesült Államok 1972-ben betiltotta vizein az összes tengeri emlős vadászatát. Kanada, Norvégia és az Egyesült Királyság területén a mai napig vadászható a faj, mivel rendszeresen megdézsmálja a halneveldéket és hálókat, illetve tönkreteszi a halászfelszerelést. Sok fóka hálókba gabalyodva fullad meg. Régebben húsáért és zsírjáért vadászták.
A faj állatkertekben és akváriumokban gyakori, jól szaporodó látványosság, bár a fülesfókákhoz képest csak kevéssé idomítható. Magyarországon a Budapesti Állatkertben, a Nyíregyházi Állatparkban, a Veszprémi Állatkertben, a Szegedi Állatkertben és a Pécsi Állatkertben találkozhatunk példányaival.